# دماغه برگ
دماغه برگ (انگلیسی: Cape Berg) یک دماغه در ناحیه سرزمین کراسنویارسک کشور روسیه است.